# Bouddhisme actualités
Bouddhisme actualités est une revue mensuelle nationale française publiée à Nice et consacrée au bouddhisme, fondé en juin 1999 et ayant cessé de paraître en mars 2013.

## Histoire
La revue est fondée par Jean-Pierre Chambraud en juin 1999. 
C'est alors le premier journal d’informations en Europe consacré au bouddhisme, sous le prisme de la philosophie, de l'art de vivre, des traditions et de la psychologie qui caractérise la voie du Bouddha. Non dogmatique et non sectaire, la revue se penche sur les différents courants de pensée du bouddhisme et ses réponses aux problèmes de notre société moderne. Il s’adresse aux pratiquants du bouddhisme ainsi qu'aux sympathisants
La revue cesse de paraître en mars 2013.

## Collaborateurs de la revue
- Nicolas d'Inca, rédacteur de la rubrique Psychologie et Méditation[6].
- François-Marie Périer[7].
- Olivier Adam[8].
- Jeanne Schut[9]